# Белая Речка (Кольчугино)
Бе́лая Ре́чка — микрорайон в городе Кольчугино Владимирской области России. Посёлок городского типа в 1984—2001 годах.

## География
Расположен в юго-восточной части города Кольчугино.

## История
14 февраля 1966 года посёлок РТС переименован в посёлок Белая Речка.
10 марта 1978 года административный центр Беречинского сельсовета был перенесён в посёлок Белая Речка, в связи с чем последовало его переименование в Белореченский сельсовет.
22 октября 1984 года посёлок Белая Речка отнесён к посёлкам городского типа, в связи с чем вместо Белореческого сельского совета образован в Белореческий поселковый совет.
14 февраля 2001 года включён в состав города Кольчугино.

## Население
В 1989 году в посёлке проживало 2406 человек.

## Инфраструктура
Белореченское поликлиническое отделение Кольчугинской центральной районной больницы.

## Транспорт
Автобусное сообщение (маршрут № 4 на 1 января 2024 года).